# Карма (Белорусија)
Карма (блр. Карма; рус. Корма) насељено је место са административним статусом варошице (городской посёлок) у источном Републике Белорусије. Административно припада Кармјанском рејону (чији је уједно и административни центар) Гомељске области.

## Географија
Насеље лежи на месту где се река Кармјанка улива у реку Сож, на око 110 км од административног центра рејона Гомеља и на око 55 км од железничке станице Рагачов на линији Могиљов—Жлобин. Магистралним друмом је повезан са градом Чачерском.

## Историја
Карма се по први пут у писаним изворима помиње 1596. као насеље у Речичком повјату Минског Војводства Велике Кнежевине Литваније. Године 1772. постаје саставни део Руске Империје и центар истоименог округа. 
Од марта 1924. саставни је део Белоруске ССР. Центром истоименог рејона у Могиљовском округу бива од 1924. до 1930, а део Гомељске области постаје 1938. када добија административни статус вароши. 

## Становништво
Према резултатима пописа из 2009. у насељу је живео 7.501 становника или укупно половина целокупне популације Кармјанског рејона.